# 168 Dywizja Strzelecka (ZSRR)
168 Dywizja Strzelecka (ros. 168-я стрелковая дивизия) – związek taktyczny (dywizja) Armii Czerwonej.
Sformowana w 1939 w mieście Czerepowiec. Po niemieckiej i fińskiej agresji na Związek Radziecki w 1941 broniła się w Karelii, nad brzegiem jeziora Ładoga i na północ od Leningradu. W 1944 wyzwoliła Wyborg i Rygę.
W 260 pułku strzeleckim należącym do 168 Dywizji Strzeleckiej służył Achat Achmietjanow, snajper mający ponad 500 śmiertelnych trafień.